# Lyngby-Taarbæk
Lyngby-Taarbæk est une municipalité de la région de  Hovedstaden, dans l'Est de l'île de Sjælland, au Danemark. Elle comprend les villes de Kongens Lyngby, Tårbæk, Virum, Sorgenfri et Lundtofte.

## Géographie
La localité de Lyngby-Taarbæk est traversée par la rivière Mølleåen.

## Monument
Le palais Sorgenfri est une résidence royale située sur le territoire de la commune de Lyngby-Taarbæk.

## Éducation
La commune de Lyngby accueille l'Université technique du Danemark.

## Jumelage
Nuuk (Groenland)